# Helena Ekholmová
Helena Ekholmová, za svobodna Jonssonová (* 6. září 1984 Helgum), je bývalá švédská biatlonistka, trojnásobná mistryně světa a vítězka celkového hodnocení světového poháru v sezóně 2008/2009. 
Jejím manželem je od roku 2010 bývalý biatlonista David Ekholm. Po sňatku přijala jeho příjmení.

## Sportovní výsledky

### Olympijské hry a mistrovství světa
| Sezóna  | Akce | Místo           | SP  | SZ  | HZ  | IZ  | ŠT | SŠT |
| ------- | ---- | --------------- | --- | --- | --- | --- | -- | --- |
| 2005/06 | MS   | Pokljuka        | ×   | ×   | ×   | ×   | ×  | 6.  |
| 2006/07 | MS   | Anterselva      | 4.  | 15. | 8.  | 18. | –  | 1.  |
| 2007/08 | MS   | Östersund       | 24. | 15. | 5.  | 11. | 8. | 4.  |
| 2008/09 | MS   | Pchjongčchang   | 5.  | 1.  | 3.  | 8.  | 5. | 2.  |
| 2009/10 | ZOH  | Vancouver       | 11. | 13. | 9.  | 48. | 5. | ×   |
| 2009/10 | MS   | Chanty-Mansijsk | ×   | ×   | ×   | ×   | ×  | 3.  |
| 2010/11 | MS   | Chanty-Mansijsk | 5.  | 3.  | 6.  | 1.  | 6. | 4.  |
| 2011/12 | MS   | Ruhpolding      | 4.  | 5.  | 15. | 3.  | 5. | 4.  |

## Vítězství v závodech světového poháru a na mistrovství světa

### Individuální
| Č.                           | sezóna    | datum             | místo                           | disciplína                |
| ---------------------------- | --------- | ----------------- | ------------------------------- | ------------------------- |
| 1.                           | 2006/2007 | 18. března 2007   | Chanty-Mansijsk, Rusko          | závod s hromadným startem |
| 2.                           | 2008/2009 | 4. prosince 2008  | Östersund, Švédsko              | vytrvalostní závod        |
| 3.                           | 2008/2009 | 25. ledna 2009    | Anterselva, Itálie              | závod s hromadným startem |
| 4.                           | 2008/2009 | 15. února 2009    | Pchjongčchang, Jižní Korea (MS) | stíhací závod             |
| 5.                           | 2008/2009 | 13. března 2009   | Vancouver, Kanada               | sprint                    |
| 6.                           | 2009/2010 | 2. prosince 2009  | Östersund, Švédsko              | vytrvalostní závod        |
| 7.                           | 2009/2010 | 12. prosince 2009 | Hochfilzen, Rakousko            | stíhací závod             |
| 8.                           | 2009/2010 | 17. prosince 2009 | Pokljuka, Slovinsko             | vytrvalostní závod        |
| 9.                           | 2009/2010 | 16. ledna 2010    | Ruhpolding, Německo             | závod s hromadným startem |
| 10.                          | 2010/2011 | 12. prosince 2010 | Hochfilzen, Rakousko            | stíhací závod             |
| 11.                          | 2010/2011 | 9. ledna 2011     | Oberhof, Německo                | závod s hromadným startem |
| 12.                          | 2010/2011 | 4. února 2011     | Presque Isle, Spojené státy     | sprint                    |
| 13.                          | 2010/2011 | 9. března 2011    | Chanty-Mansijsk, Rusko (MS)     | vytrvalostní závod        |
| – závod na mistrovství světa |           |                   |                                 |                           |

### Kolektivní
| Č.                           | sezóna    | datum             | místo                   | disciplína      |
| ---------------------------- | --------- | ----------------- | ----------------------- | --------------- |
| 1.                           | 2006/2007 | 8. února 2007     | Anterselva, Itálie (MS) | smíšená štafeta |
| 2.                           | 2009/2010 | 15. ledna 2010    | Ruhpolding, Německo     | štafeta         |
| 3.                           | 2010/2011 | 19. prosince 2010 | Pokljuka, Slovinsko     | smíšená štafeta |
| 4.                           | 2010/2011 | 6. ledna 2011     | Oberhof, Německo        | štafeta         |
| – závod na mistrovství světa |           |                   |                         |                 |